# هاغي هيوز
هاغي هيوز (بالإنجليزية: Hughie Hughes) هو سائق سيارة سباق أمريكي، ولد في 1886، وتوفي في 2 ديسمبر 1916 في Uniontown Speedway ‏ في الولايات المتحدة.

## روابط خارجية
- هاغي هيوز على موقع DriverDB.com (الإنجليزية)